# Шумовская, Антонина
Антонина Шумовская (пол. Antonina Szumowska, также Антуанетта Шумовская, в замужестве Адамовская, пол. Adamowska; 22 февраля 1868, Люблин — 18 августа 1938, Рамсон, штат Нью-Джерси) — американская пианистка польского происхождения.
Дочь учителя. Окончила Варшавский институт музыки, ученица Рудольфа Штробля и Александра Михаловского. С 1890 г. жила в Париже, занимаясь под руководством Игнация Падеревского, женившегося впоследствии на её двоюродной сестре. В 1891 г. дебютировала с концертом в парижском зале Эрар, затем в первой половине 1890-х гг. интенсивно концертировала в Англии, выступала в Варшаве, Киеве, Львове. В 1895 г. приехала на гастроли в США, выступив с Бостонским симфоническим оркестром. В следующем году вышла замуж за виолончелиста оркестра Джозефа (Юзефа) Адамовского и осталась в США навсегда. Вместе с мужем и его братом Тимоте в 1897—1914 гг. выступала в составе фортепианного трио Адамовских.
В 1920-е гг. преподавала в Консерватории Новой Англии, среди её учеников, в частности, Рут Калбертсон и Хесус Мария Санрома.